# Bruno Candidus de Fulda
Bruno Candidus (también Bruun) de Fulda (nacido entre 770 a 780 - fallecido en 845), pintor y escritor, fue sacerdote-monje en la abadía de Fulda, donde está documentado varias veces como escriba desde el año 811 al 813. Es autor de dos biografías de abades, la desaparecida de Baugulfo de Fulda y la que se conserva de Eigilio de Fulda, que dedicó a su cofrade Reccheo Modestus. Otros escritos doctrinales teológico-filosóficos que han llegado hasta nosotros bajo el nombre de Candidus, en cambio, fueron escritos por Candidus Wizo, arzobispo de Tréveris y alumno de Alcuino. Por otra parte, es muy probable que se trate de un maestro principal de la escuela de pintura de Fulda del siglo IX (véase iluminación de libros carolingios), que se dedicó tanto a la pintura de libros como a la pintura mural.

## Biografía
Bruno Candidus parece tener más edad que Rabano Mauro, con lo que probablemente nació en los años setenta del siglo VIII. Según su propia información, fue educado en un monasterio, por lo que debió ser entregado al monasterio como oblato por sus padres cuando era niño, donde recibió el nombre de Candidus. Allí debió pasar por la escuela del monasterio y destacar por sus especiales dotes. Por ello, el tercer abad de Fulda, Ratgario, que se esforzaba por elevar el nivel educativo de su monasterio en el marco del renacimiento carolingio, le envió a completar su formación en la escuela de la corte con una de las figuras más versátiles de la corte de Carlomagno: el jefe de los talleres de la corte y posterior biógrafo imperial Eginardo.
Está acreditado como redactor de documentos desde el año 811 hasta el 813. Posiblemente también sea de su mano un códice de la Regla de San Benito (Wurzburgo, biblioteca de la Universidad) en escritura insular con el colofón de un Bruun monachus (fol. 57). Fue ordenado sacerdote en fecha desconocida.
Dentro de la jerarquía del monasterio, Bruno Candidus es considerado como uno de los más instruidos y es alumno de Eginardo. Pertenece desde entonces a la clase dirigente más estrecha, pues se autodenomina magister, lo que parece ser una designación de rango que no incluye necesariamente un cargo docente. Fue el último encargado de uno de los llamados officia, es decir, un centro de administración económica fuera del monasterio principal. Es posible que también estuviera a cargo de una de las scholae exteriores de Fulda, escuelas para externos no pertenecients al convento.
Sin embargo, no contaba con estudiantes avanzados, ya que se queja en el prefacio de no tener a nadie con quien discutir sobre temas teológicos. Además, según su propio relato, mantenía estrechos contactos personales con Eigilio y Rabano Mauro, que le habían inspirado para escribir la Vida del abad Eigilio. En la situación de crisis del año 817, que condujo a la caída del abad Ratgar, parece que desempeñó un papel de mediador, a pesar de las duras críticas que más tarde hizo a la conducta del cargo de Ratgar en su Vida del abad Eigilio, pues parece que fue él quien indujo a los frailes que habían huido del monasterio a regresar. Es posible que en el momento de escribir esta biografía estuviera especulando sobre la sucesión de su abad Rabano Mauro, cuya posición era cada vez más insostenible ya que tomó partido en la disputa entre los hijos de Luis el Piadoso a favor del primogénito del emperador Lotario I y en contra de Luis el Germánico, en cuya esfera de poder se encontraba el monasterio de Fulda. Pero Hatto se impuso como su sucesor. El nombre de Bruno aparece en los anales de los muertos de Fulda en 845.

## Obra

### Bruno Candidus como escritor e iluminador: La vida del Abad Eigilio, unopus geminumilustrado por el autor
La Vida del abad Eigilio, como cuarto abad de Fulda sucesor de Ratgar, depuesto en el año 817 por graves desavenencias con el convento de Fulda y predecesor del famoso Rabano Mauro, es un monumento literario de considerable importancia histórica y literaria. Por un lado, es una de las fuentes más importantes sobre la historia de Fulda en la época de la llamada reforma monástica aniana, que fue promovida por Benito de Aniane en nombre del emperador Luis el Piadoso con el objetivo de uniformar las reglas monásticas y consuetudinarias monásticas, los reglamentos complementarios, en todo el imperio. Por otra parte, se trata de un monumento literario de gran interés del renacimiento carolingio que pretendía responder a las más altas exigencias formales y estilísticas. Desde el punto de vista de la forma, se trata de un opus geminum, es decir, una obra que trata el mismo material dos veces, una en prosa y otra en verso.
Además, Bruno Candidus elaboró el segundo libro de la Vita Aegil abbatis Fuldensis, escrito en hexámetros, con un ciclo de imágenes. Esto la convierte en la biografía ilustrada más antigua que se conoce. Esta obra, que es la única que ha sobrevivido, es un experimento de forma en muchos otros aspectos, ya que integra dos discursos imperiales, un discurso arzobispal (Libro I), notas de consagración en prosa, títulos de altar y epitafios en dísticos, así como versificaciones del Te Deum en hexámetros y del Gloria in excelsis Deo in terentianeen (Libro II). Una carta dedicatoria, una lista de capítulos y un poema dedicatorio en el exquisito verso de Terenciano Mauro marcan la reivindicación del autor. Se refiere nada menos que al ciclo de poemas figurados en alabanza de la Santa Cruz De laudibus sanctae crucis de Rabano Mauro, probablemente la obra más ambiciosa de toda la época, escrita también en prosa y en verso y en la que el simbolismo numérico y las alegorías bíblicas desempeñan un papel igualmente importante. Sin embargo, la Vita de Eigilio no está concebida como un poema de figuras, sino que se contenta con las ilustraciones que acompañan al texto.
De interés histórico arquitectónico, la iglesia de San Miguel en Fulda es uno de los primeros ejemplos conocidos de la interpretación del simbolismo constructivo de una iglesia, que se encuentra en el Libro I. El edificio central abovedado, erigido sobre ocho columnas y encima de una cripta con una columna central, se interpreta como una imagen de la historia de la salvación iniciada por Cristo (columna central), continuada por la iglesia que fundó (ocho columnas) y que se completará a su regreso un día (piedra angular). El número ocho es un signo de la resurrección, la forma del anillo un signo de la eternidad. De interés histórico es la disputa sobre la elección del sucesor del abad derrocado Ratgar, que se describe con detalle y vívidamente en el Libro I. Por un lado, Brun Candidus muestra una conciencia de los cambios históricos agudizados por la historia de la reforma, por otro lado, una autorreflexividad inusual de alto nivel en este tiempo. 
Justifica su crítica al abad Ratgar y al comportamiento de muchos de sus cohermanos durante la controversia mediante ejemplos bíblicos contra la posible acusación de que se trata de un vituperio, señalando la importancia de enfrentarse a las propias transgresiones para alcanzar la salvación mediante el arrepentimiento y la conversión.
La Vita se considera a la vez un espejo del abad y del monasterio. En el Libro I, la versión en prosa, predomina la interpretación moral de los acontecimientos, mientras que en el Libro II, la versión en verso, predomina la interpretación histórico-salvífica de los acontecimientos, que es el sentido de la doble forma.
El único manuscrito se perdió en la destrucción de la biblioteca de Fulda durante la Guerra de los Treinta Años, de modo que sólo la primera impresión de la Vita por el jesuita Christoph Brouwer en su Sidera illustrium et sanctorum virorum (Albinus, Maguncia 1616) salvó el texto de la destrucción.
Brouwer también ha transmitido tres de las ilustraciones en su Antiquitatum Fuldensium libri IV (Plantinus Moretus, Amberes 1612) a través de reproducciones de grabados en cobre, concretamente la miniatura de dedicación al principio del Liber II con la entrega del libro abierto al cofrade Modesto, la ilustración del capítulo 5 con la representación alegórica del abad Ratgar como un unicornio, una de las primeras representaciones de este animal, en referencia al salmo 21 y finalmente la ilustración del capítulo 8 con el regreso de la embajada de la corte del emperador Luis el Piadoso, que da a los monjes su aprobación de la elección del abad.
Además de las tres ilustraciones reproducidas por Brouwer en el Antiquitatum Fuldensium libri IV, según sus explicaciones, debe haber habido varias más en el manuscrito que corresponden a las "secciones y altartituli" (lemmata et tituli) del Liber II escrito en verso, pero "en su mayoría quedaron inconclusas o ni siquiera se habían empezado" (pleraque impolita mansere, aut ne inchoata quidem). El ciclo había quedado, pues, inacabado, pero se dejó un espacio adecuado en blanco para las imágenes previstas.

### Bruno Candidus como pintor de iglesias y director de la Escuela de Pintura de Fulda: la pintura mural en el ábside oeste de San Salvador
Para perfeccionar su educación, Candidus había sido enviado en una ocasión por el abad Ratgar al biógrafo de Carlomagno, Eginardo, quien, como jefe de los talleres imperiales, era también muy competente en cuestiones artísticas. No se sabe si esto incluía también habilidades prácticas en el arte de la pintura, pero sin duda tenía amplios conocimientos de iconografía y ornamentación, que eran la base indispensable para la producción artística según los nuevos estándares del renacimiento carolingio. En el título del capítulo 18 del Liber II de su Vita Aegil abbatis Fuldensis, Bruno Candidus se describe a sí mismo como pintor y poeta (Supplicatio pictoris et poetae).
Aquí pide al lector que ayude orando y habiéndole inmediatamente antes llamado la atención en un sphragis que era él quien había pintado el ábside del coro oeste de la basílica de Ratgar, San Salvador, consagrada el 1 de noviembre de 819, fiesta de Todos los Santos. Dado que allí se encontraba la tumba de San Bonifacio y, por tanto, el centro de culto más importante de la iglesia, se trataba sin duda de un encargo muy destacado en el ámbito de la pintura eclesiástica, que volvió a florecer en la época del renacimiento carolingio. Probablemente esta pintura del ábside correspondía iconográficamente al tipo de cuadro transmitido para la fiesta de Todos los Santos en los sacramentarios de Fulda del siglo X, una por las huestes celestiales, con los monjes ocupando la fila inferior. Se pueden suponer modelos carolingios para estos sacramentarios otonianos, que a su vez se remontan a la prominente pintura de los ábsides. Bruno Candidus debió de ser, por tanto, el principal maestro o al menos uno de los principales de la escuela pictórica de Fulda en el siglo IX, que está atestiguada por destacadas obras de iluminación de libros, sobre todo evangeliarios y copias del De laudibus sanctae crucis de Rabano Mauro, así como por escasos restos de pintura mural, por lo que pertenece a las pocas personalidades artísticas de la Alta Edad Media que se conocen por su nombre.